# Alberto Rosati
Alberto Rosati (1893–1971) foi um renomado pintor de paisagens. É o único filho do pintor orientalista italiano, Giulio Rosati.